# Mantidactylus madinika
Mantidactylus madinika és una espècie de granota de la família dels mantèl·lids endèmica de Madagascar.